# The Players (film 1912 Lubin)
The Players è un cortometraggio muto del 1912 prodotto dalla Lubin. Il nome del regista non viene riportato nei credit del film.

## Produzione
Il film fu prodotto dalla Lubin Manufacturing Company.

## Distribuzione
Distribuito dalla General Film Company, il film - un cortometraggio in una bobina - uscì nelle sale USA il 10 ottobre 1912. La Moving Pictures Sales Agency lo distribuì il 15 dicembre 1912 nel Regno Unito.